# Henk Breuker
 (août 2013).
Si vous disposez d'ouvrages ou d'articles de référence ou si vous connaissez des sites web de qualité traitant du thème abordé ici, merci de compléter l'article en donnant les références utiles à sa vérifiabilité et en les liant à la section « Notes et références ».
Hendrikus Frederikus (Henk) Breuker, né à Amsterdam (Pays-Bas), le 20 mars 1918 et décédé à Montpellier (France), le 6 février 1999, est un écrivain hollandais.

## Biographie
En 1940, à Amsterdam, il rencontre les écrivains Anton van Duinkerken, nl:Jef Last, Johan Winkler, nl:Ed. Hoornik et nl:Louis Th. Lehmann. Persuadés de son talent d'écrivain, ils l'encouragent à continuer. En 1941, peu après cette rencontre, il publie pour la première fois dans la revue hollandaise De Gulden Winckel, un poème : La Cave.
Cette même année, il achève également son premier roman Het laatste accoord (Le dernier accord), qui est accepté et révisé pour l'impression par Fred von Eugen, directeur de la société N.V. Amsterdamsche Courant. Cependant, l'édition du roman est remise à une date ultérieure à cause de la guerre et le manuscrit est perdu dans le bombardement d'Amsterdam. Un an plus tard, en 1942, son roman Kinderen spelen toneel (Les enfants acteurs), une pièce en 3 actes et nombreuses scènes, interprétée par des garçons et des filles de la grande ville, est publiée par la même maison d'éditions.
En 1943, il s'enfuit des Pays-Bas. En août 1943, il arrive à Montpellier où il s'installe pour le reste de sa vie. Outre son travail de charpentier et d'entrepreneur de constructions, il continue à écrire et reste en contact avec les éditeurs hollandais. Jusqu'en 1949 il publie régulièrement des poèmes et des nouvelles dans les revues néerlandaises et flamandes Columbus, Ad Interim, Libertinage, De Vlaamse Gids et le magazine De Faun.
À partir de 1949, il se concentre de plus en plus sur son écriture en langue française, surtout quand il est découvert par l'écrivain Joseph Delteil. C'est à cette époque que celui-ci lui présente le jeune écrivain Frédéric Jacques Temple avec qui il noue une amitié pour la vie. Son alliance avec un groupe d'écrivains français du Languedoc, constitué de : Joseph Delteil, Christian Dedet, Jean Joubert, Jean-Paul Guibert et Frédéric Jacques Temple, est très importante pour lui, surtout au moment où il se trouve de plus en plus isolé du monde littéraire néerlandais.
En 1949, il s'installe Rue Saint Firmin à Montpellier, il y aménage, avec Frédéric Jacques Temple, un petit magasin et une imprimerie où ils font paraître de petites éditions bibliophiles de poèmes et de nouvelles.

## Le Groupe de la Licorne
En 1951, il fonde avec Frédéric Jacques Temple, François Cariès, Jean Joubert et Jean-Paul Guibert, le Groupe de la Licorne, une société pour la promotion de la littérature à Montpellier et en Languedoc. Les écrivains du Groupe ont également des contacts avec des écrivains en dehors du Midi, dont Henry Miller, Jean Cocteau, Lawrence Durrell, Jean Paulhan, et René Pons. En 1951 le Groupe de la Licorne publie Matière, traduction en français d'un recueil de poésie du poète néerlandais Gerrit Achterberg, par Henk Breuker, Frédéric Jacques Temple et François Cariès.
Il fonde en 1956, avec les écrivains Jean Joubert, Christian Dedet, Francis Catel et Jean-Paul Guibert la revue littéraire Les Cahiers de la Licorne. Ce magazine acquiert une certaine renommée en France et devient une plate-forme où de nombreux jeunes écrivains du Languedoc et de France font leurs débuts. Ce magazine se fait également connaître en dehors de la France, et des textes d’écrivains étrangers, dont Peter Handke, y sont publiés.
Henk Breuker fut également un photographe passionné. Pendant les années 1950 et 1960, il crée des images de la vie du Midi. En 1965 paraît un recueil de poèmes Rekeldichten écrits pendant les années de guerre à Amsterdam et au cours de ses premières années dans le Midi. En 1968 suit Quatorze Juillet, histoire d'un réseau de résistance dans le Midi, édité par la Maison Bruna à Utrecht et en 1975 son roman La Peste Grise, publié aux Éditions Oswald, suivi en 1988 par le roman Monsieur Dril ou Les Nuits d'Amsterdam à la maison d'édition l'Harmattan à Paris.
Le 19 juin 2013, les archives complètes de Henk Breuker (manuscrits, éditions, correspondances) sont remises au nl:Nederlands Letterkundig Museum (Musée Littéraire néerlandais) à La Haye.